# Distretto di Chandel
Il distretto di Chandel è un distretto del Manipur, in India. Il suo capoluogo è Chandel.